# Sheung Wan (stacja MTR)
Sheung Wan (chiński: 上環) – jedna ze stacji MTR, systemu szybkiej kolei w Hongkongu, na Island Line. Została otwarta 23 maja 1986. 
Znajduje się na wyspie Hongkong w obszarze Sheung Wan, w dzielnicy Central and Western.